# Нутэтэгрынэ, Анна Дмитриевна
Анна Дмитриевна Нутэтэгрынэ (18 августа 1930 — 9 сентября 2020) — советский государственный и политический деятель, председатель Чукотского окружного исполнительного комитета.

## Биография
Родилась в 1930 году в Камчатском округе (теперь — Чукотский автономный округ). Член КПСС с 1953 года.
С 1951 года — на общественной и политической работе. В 1951—1980 гг. — инструктор Чукотского окружного комитета ВЛКСМ, 2-й секретарь Анадырского районного комитета ВЛКСМ, секретарь, 1-й секретарь Чукотского окружного комитета ВЛКСМ, заведующая Отделом Чукотского окружного комитета КПСС, 2-й секретарь Чукотского окружного комитета КПСС, председатель Исполнительного комитета Чукотского окружного Совета, 1-й секретарь Ольского районного комитета КПСС, сотрудница Отдела Севера и Арктики СМ РСФСР.
Избиралась депутатом Верховного Совета СССР 6-го и 7-го созывов.
Скончалась в Москве 9 сентября 2020 года. Похоронена на Митинском кладбище.